# ЖРК Мира
ЖРК Мира је женски рукометни клуб из Приједора, који се такмичи у Премијер лиги Босне и Херцеговине.

## Историја
Женски рукометни клуб "Мира Цикота" основан је 1982. године, а назван је по партизанки и учесници Народноослободилачке борбе, Мири Цикоти. У периоду након оснивања клуб је наступао у Републичкој лиги БиХ - група север, а обично је завршавао међу прва три клуба, што се сматрало великим успехом младог клуба. После распада Социјалистичке Федеративне Републике Југославије и рата у Босни и Херцеговини, назив је скраћен и у имену клуба остаје само "Мира". Од 1992. до 1995. године ЖРК "Мира" је била стандардни члан прволигашког друштва Републике Српске.
Уједињењем рукомета на простору целе територије дејтонске земље ЖРК "Мира" је од прве сезоне заједничког такмичења клубова из Републике Српске и Федерације БиХ била члан новоформираног лигашког првенства. Уследиле су, потом, године пуне афирмације и грађења реномеа клуба. Успон клуба трајао је све до 2005, када је настала финансијска криза, а клуб је из тих разлога био приморан да такмичење настави у нижем рангу.
Две године касније, уследио је "Мира" је постала шампион Републике Српске, вративши се у највиши ранг, а играла је и у финалу КУП-а. Године 2014, Приједорчанке су постале шампионке Босне и Херцеговине, а освојиле су и купове БиХ и РС, што представља историјски успех овог клуба.